# سيجموند ميونز
سيجموند ميونز (بالإنجليزية: Sigmund Muenz)‏ (مواليد 10 أغسطس 1881، تاريخ الوفاة غير معروف) رياضي ألعاب قوى أمريكي. شارك في مُنافسات القفز الطويل في دورة الألعاب الأولمبية الصيفية لعام 1908.

## وصلات خارجية
- سيجموند ميونز على موقع أوليمبيديا (الإنجليزية)